# Jerzy Pławczyk
Jerzy Pławczyk, né le 16 avril 1911 à Dąbrowa Górnicza et mort le 16 janvier 2005 à Lambrecht, est un athlète polonais, spécialiste des épreuves combinées.
Il remporte la médaille de bronze du décathlon lors des championnats d'Europe de 1934, à Turin en Italie, et se classe 6e de l'édition suivante, en 1938
Il participe aux Jeux olympiques de 1932, se classant septième du concours du saut en hauteur, et aux Jeux olympiques de 1936, se classant 22e du saut en hauteur et 9e du décathlon.